# CF-RCK
CF-RCK est une série télévisée jeunesse québécoise en 108 épisodes de 25 minutes en noir et blanc scénarisée par Jean Laforest et diffusée entre le 3 novembre 1958 et le 28 mai 1962 à la Télévision de Radio-Canada.
La série fut également diffusée sur Télé Luxembourg par la suite et reçue en Lorraine.

## Synopsis
Au fil des émissions se déroulaient diverses aventures d'enquêtes dirigées par Louis Corbin (Yves Létourneau), propriétaire de la société Air-Nord et de son associé, le mécanicien Victor Gendron (René Caron). CF-RCK était le matricule d'un hydravion monomoteur toujours au centre des intrigues.

## Fiche technique
- Scénaristes : Jean Laforest, Claude Fournier, Gilles Carle, Gilles Rochette, Guy Fournier, Jacques Létourneau, Louis Portugais, Lucien Marleau, Marcel Cabay, Marcel Dubé, Marcelle Racine, Maurice Giroux, Maurice Leroux, Roger Garand
- Réalisation : Claude Caron, Louis Létuvé et Pierre Gauvreau
- Société de production : Société Radio-Canada

## Distribution
- Yves Létourneau : Louis Corbin
- René Caron : Victor Gendron
- Colette Courtois : Jeannette Gendron
- Émile Genest : Inspecteur Taupin
- André Montmorency : Pierre Belhumeur
- Jean Scheter : M. Belhumeur
- Suzanne Langlois : Mme Belhumeur
- Yvan Bert : Le petit camarade
- Micheline Vanier : La fille Belhumeur
- Robert Desroches : Le radio de la base

et aussi :
- Margot Campbell
- Yvon Dufour
- Pat Gagnon
- Guy Hoffmann
- François Lavigne
- Michel Rivard
- Robert Rivard
- Philippe Robert
- Lionel Villeneuve